# Шерстюк, Фёдор Семёнович
Фёдор Семёнович Шерстю́к (6 марта 1925, село Базилевщина ныне Машевского района Полтавской области — 22 июня 1992, город Львов) — полный кавалер ордена Славы (июль 1944; ноябрь 1944; июнь 1945), майор милиции, в годы Великой Отечественной войны – снайпер.

## Биография
Родился 6 марта 1925 года в селе Базилевщина ныне Машевского района Полтавской области (Украина). В 1938 году окончил 7 классов школы. Работал в колхозе.
С сентября 1941 года находился на оккупированной территории. После освобождения Полтавской области в сентябре 1943 года вступил в армию.
Участник Великой Отечественной войны: с сентября 1943 года – стрелок 44-го гвардейского стрелкового полка. Воевал на Степном и 2-м Украинском фронтах. Участвовал в освобождении Левобережной Украины, битве за Днепр и наступлении на криворожском направлении. В боях 27 сентября и 14 октября 1943 года был дважды ранен. В наступательном бою 23 ноября 1943 года в районе села Новоивановка (Криворожский район Днепропетровской области, Украина) упорно и настойчиво продвигался вперёд, лично уничтожив одного офицера и двух солдат противника. За этот бой Ф. С. Шерстюк был награждён медалью «За отвагу».
В конце 1943 года окончил курсы снайперов. Его наставником в снайперском деле был будущий Герой Советского Союза П. А. Гончаров. С этого времени Ф. С. Шерстюк стал снайпером 44-го гвардейского стрелкового полка. Воевал на 3-м Украинском фронте. Участвовал в Никопольско-Криворожской, Березнеговато-Снигирёвской и Одесской операциях. При ликвидации криворожской группировки противника в феврале 1944 года и при расширении плацдарма на правом берегу Днестра в районе города Тирасполь (Молдавия) 25 апреля 1944 года из снайперской винтовки сразил 20 вражеских солдат и офицеров.
Приказом по 15-й гвардейской стрелковой дивизии №074/н от 9 июля 1944 года гвардии красноармеец Фёдор Семёнович Шерстюк награждён орденом Славы 3-й степени.
С июля 1944 года воевал на 1-м Украинском фронте. Участвовал в Львовско-Сандомирской операции и боях на Сандомирском плацдарме. 18-21 августа 1944 года в период боёв у деревень Кемпе (гмина Олесница, Сташувский повят, Свентокшиское воеводство, Польша) и Клемпье-Дольне (гмина Стопница, Буский повят, Свентокшиское воеводство, Польша) из снайперской винтовки уничтожил 13 гитлеровцев (из них 2 офицеров), ликвидировал 2 пулемётных расчёта. В сентябре 1944 года, когда полк перешёл к обороне, уничтожил за время «свободной охоты» на левом берегу Вислы до 35 гитлеровцев. 13-17 ноября 1944 года в боях на Сандомирском плацдарме у деревни Дзеславице (16 км юго-западнее города Сташув, Свентокшиское воеводство, Польша) уничтожил 34 гитлеровца.
Приказом по 5-й гвардейской армии №069/н от 30 ноября 1944 года гвардии сержант Шерстюк Фёдор Семёнович награждён орденом Славы 2-й степени.
Затем участвовал в Сандомирско-Силезской и Нижне-Силезской операциях. С 12 января по 12 февраля 1945 года в боях на подступах к городу Бреслау (ныне город Вроцлав, Польша) истребил 103 гитлеровца (из них 3 офицера и 9 пулемётных расчётов). 10 февраля 1945 года в бою за деревню Поттвиц, несмотря на сильный артиллерийский огонь противника, выбрал огневую позицию на чердаке дома и за один день уничтожил 2 офицера и 12 солдат противника. 23 февраля 1945 года в районе осаждённого Бреслау выдвинулся непосредственно в расположение противника и, замаскировавшись, в течение двух суток вёл снайперский огонь, уничтожив при этом 26 немецких солдат и офицеров. За эти подвиги был представлен к ордену Славы 1-й степени.
Указом Президиума Верховного Совета СССР от 27 июня 1945 года гвардии сержант Шерстюк Фёдор Семёнович награждён орденом Славы 1-й степени.
Затем участвовал в Верхне-Силезской, Берлинской и Пражской операциях. 15 марта 1945 года в уличных боях западнее города Гротткау (ныне город Гродкув, Бжегский повят, Опольское воеводство, Польша) с группой бойцов ворвался в дом, в котором засели немецкие пулемётчики и фаустпатронщики. С помощью гранат уничтожил 12 гитлеровцев, а 6 захватил в плен. 16 апреля 1945 года в бою за город Бад-Мускау (земля Саксония, Германия) забрался на третий этаж одного дома и, замаскировавшись, в течение четырёх часов вёл снайперский огонь из своей винтовки, истребив 22 гитлеровца и обеспечив продвижение батальона. 6 мая 1945 года в наступлении западнее города Гроссенхайн (земля Саксония, Германия), когда батальон вёл тяжёлые уличные бои в деревне Весниц, с двумя бойцами подобрался к дому, в котором засели немцы. Закрыв все выходы из дома, поджёг его, в результате чего весь гарнизон дома сгорел. После боя в доме было найдено 28 обгоревших трупов немецких солдат и офицеров.
Всего за время войны из своей снайперской винтовки уничтожил 225 вражеских солдат и офицеров. В мае 1945 года был представлен к званию Героя Советского Союза, но получил орден Красного Знамени. Участник Парада Победы 24 июня 1945 года в Москве.
После войны продолжал службу в армии (в Прикарпатском военном округе). В 1950 году демобилизован в звании старшины.
Служил в Львовском городском управлении внутренних дел. Неоднократно участвовал в задержании опасных преступников. В 1956 году окончил шестимесячные курсы МВД СССР. Уволен в запас в звании майора милиции.
Жил в городе Львов (Украина). Умер 22 июня 1992 года.

## Награды
- орден Красного Знамени (29.03.1946)
- орден Отечественной войны 1-й степени (11.03.1985)
- орден Славы 1-й степени (27.06.1945)
- орден Славы 2-й степени (30.11.1944)
- орден Славы 3-й степени (9.07.1944)
- медаль «За отвагу» (26.11.1943)
- другие медали
- иностранная медаль

## Память
В Львове в честь Ф. С. Шерстюка проводятся ежегодные соревнования среди милиционеров по многоборью среди снайперов.